# Rachlau (Kubschütz)

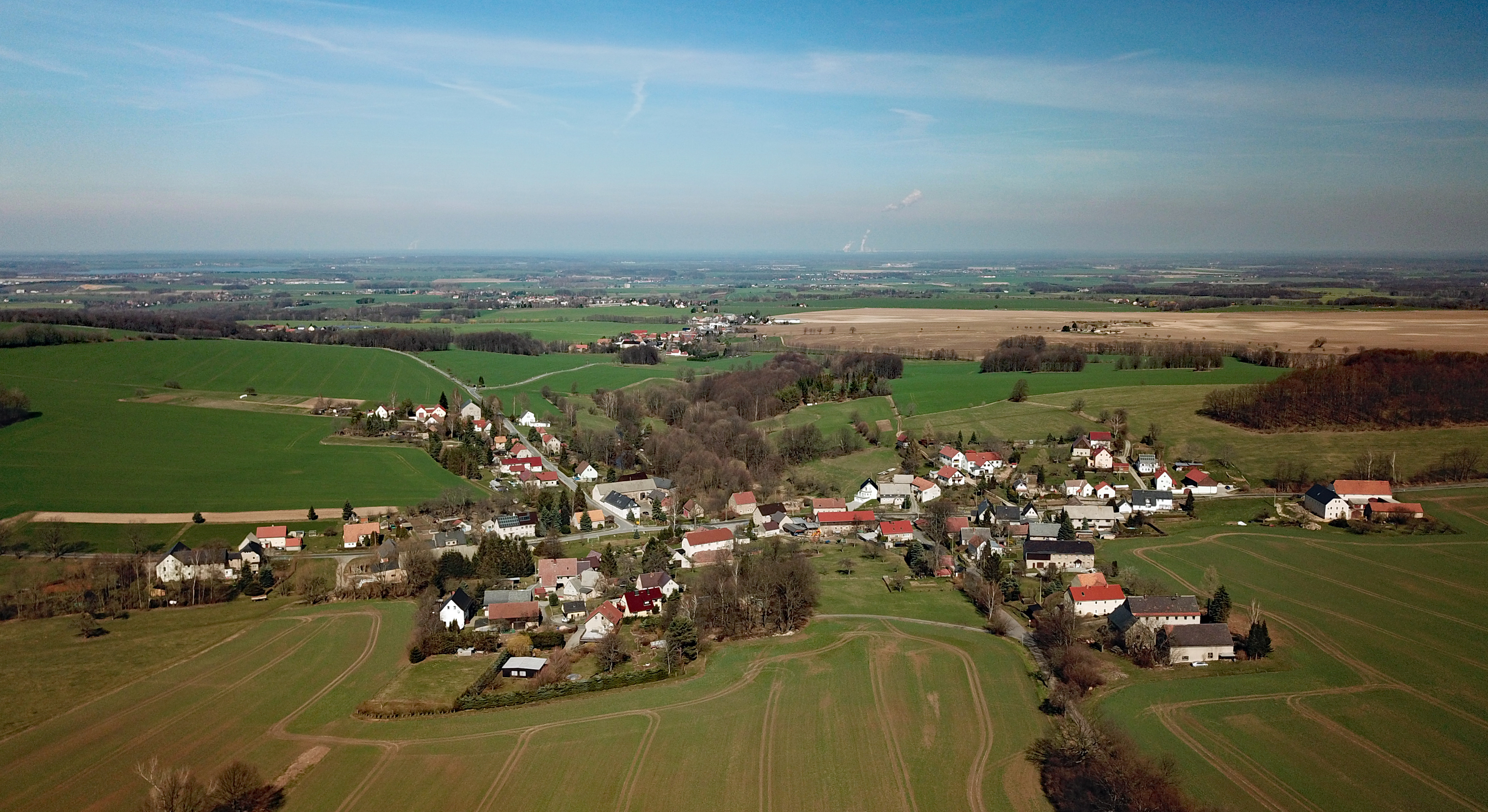
Luftbild

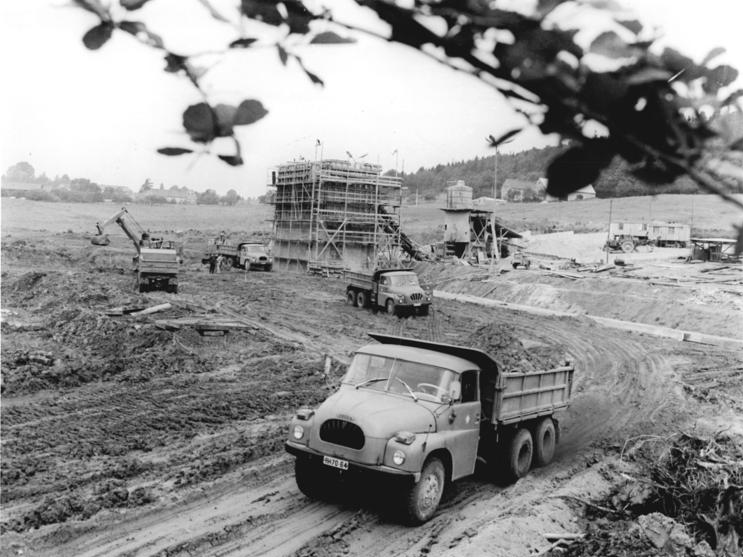
Bau des Wasserspeichers Rachlau

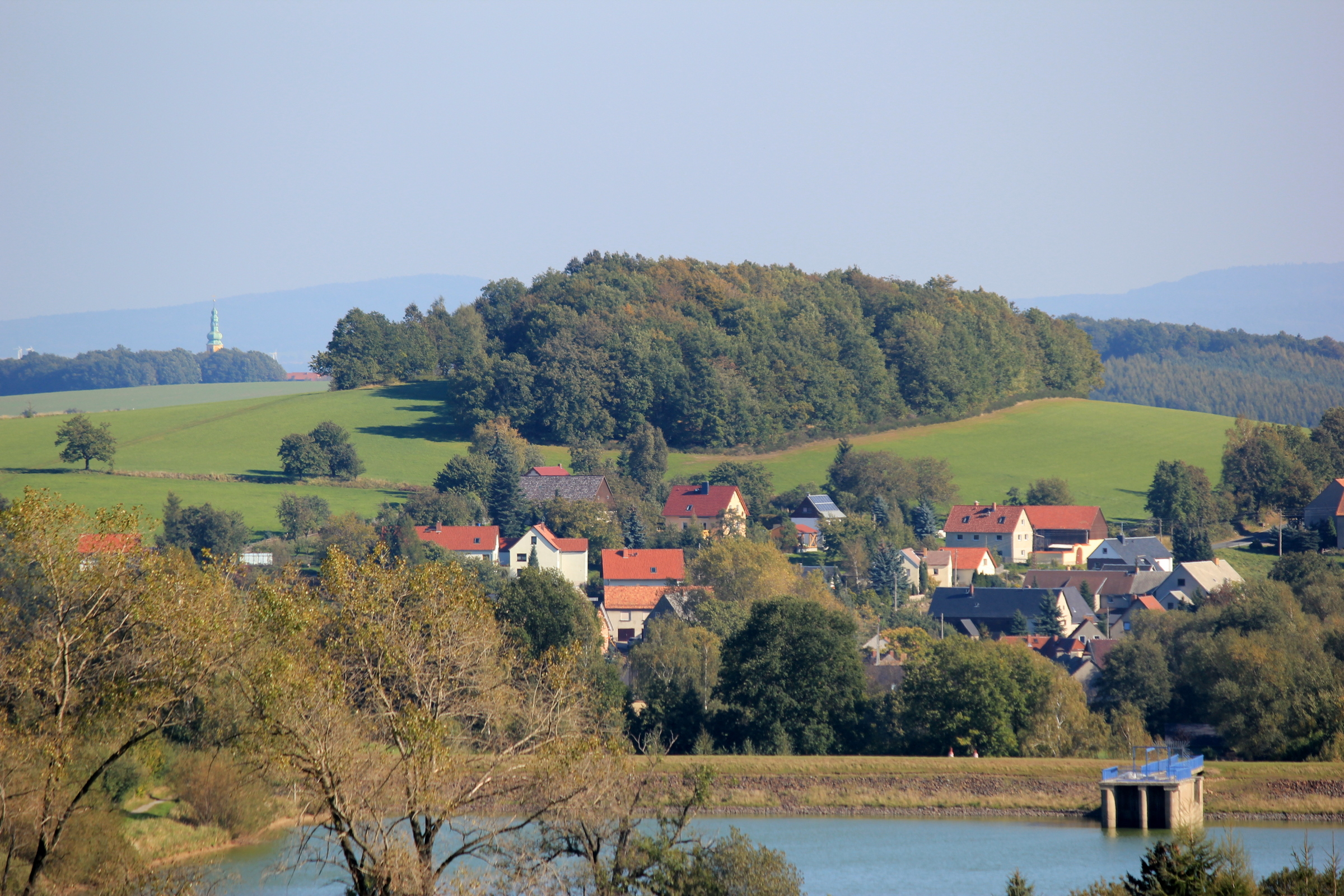
Rachlau und Stausee von Pielitz aus gesehen

Rachlau, sorbisch Rachlowⓘ, ist ein Dorf mit 151 Einwohnern (Stand Dezember 2021) im ostsächsischen Landkreis Bautzen, das seit 1974 zur Gemeinde Kubschütz gehört. Es zählt zur Oberlausitz und gehört zum offiziellen sorbischen Siedlungsgebiet.

## Geografie
Rachlau befindet sich drei Kilometer südlich des Gemeindezentrums Kubschütz in einer Mulde am Fuße des Czorneboh am Albrechtsbach. Nachbarorte sind Soritz im Norden, Meschwitz im Osten, Döhlen im Westen und Weißig im Nordwesten. Südlich erhebt sich das Czorneboh-Massiv. Zwischen Rachlau und Döhlen befindet sich die zwischen 1974 und 1976 errichtete Talsperre Rachlau, die mit 6,5 ha Wasserfläche das größte stehende Gewässer der Gemeinde Kubschütz darstellt. Der Damm hat eine Höhe von 13 Metern.
Nach der Siedlungsanlage ist Rachlau ein lockeres Platzdorf.

## Geschichte
Der Ort wurde erstmals im 14. Jahrhundert als Rachlow erwähnt. Zur Unterscheidung von Rachlau bei Wittichenau tauchen zwischenzeitlich die Formen Rachla am Berge (1543) und Rachel im Gebirge (1748) auf. 1875 ist der Alternativname Albertsrachlau verzeichnet.
Noch in der ersten Hälfte des 20. Jahrhunderts waren die Bewohner von Rachlau mehrheitlich sorbischsprachig. Der Wissenschaftler Arnošt Muka zählte 1884/85 225 Einwohner, von denen 219 Sorben waren.
Bis 1974 war Rachlau eine eigenständige Landgemeinde mit den Ortsteilen Döhlen, Pielitz und Großkunitz (seit 1936) sowie Weißig (seit 1950). Dann wurde es nach Kubschütz eingegliedert.

## Persönlichkeiten
Von 1877 bis 1920 wirkte in Rachlau der sorbische Naturforscher Karl Traugott Schütze (obersorbisch Korla Bohuwěr Šěca; 1858–1938). Noch heute bedeutend ist seine „Biologie der Kleinschmetterlinge“ (1931). Sein Sohn, der Heimatforscher und Denkmalpfleger Theodor Schütze (Božidar Šěca) wurde in Rachlau geboren.